# Frederick Sandys
Frederick Sandys (født 1. maj 1829 i Norwich, død 20. juni 1904 i London) var en engelsk maler og tegner. 
Sandys hører til det moderne Englands betydeligste illustratorer. Søn af en maler kom han tidlig på Londons Akademi, vakte opmærksomhed ved sine karikaturer (Ruskin) og gjorde i begyndelsen af 1860'erne furore i kunstkredse ved sine illustrationstegninger i Once a week og aandre steder (»Den gamle Chartist«, »Kong Warewolf’s Død«, »Harald Hårfager« i Dürersk stil m. m.). Endvidere en del portrætter, samt i olie og akvarel billeder som »Oriana« (1861), »Morgan le Fay« (1864), »Medea« (1869), »Perdita« (1879) osv.

## Billedgalleri
- Den gamle Chartist (1862), Delaware Art Museum
- Harald Hårfager (1862), Delaware Art Museum
- Kong Warewolf’s Død (1862), Delaware Art Museum
- Oriana (1861), Tate Gallery
- Morgan-le-Fay (1863-64), Birmingham Museum and Art Gallery
- Perdita (ca. 1866)
- Medea (1866-68), Birmingham Museum and Art Gallery
- Love's Shadow (1867)